# Cirrus Vision SF50
O Cirrus Vision SF50 (também conhecido como Vision Jet) é um very light jet (VLJ) monomotor, projetado e produzido pela Cirrus Aircraft de Duluth, Minnesota, Estados Unidos.
Propelido por um turbofan Williams FJ33, o Vision SF50 conta com sete assentos, construído em fibra de carbono, sendo pressurizado, possui velocidade de 300 nós (560 km/h) e tem um alcance de mais de 1.200 nm (2.200 km). Ele possui um sistema de paraquedas balístico, que é conhecido por Cirrus Airframe Parachute System (CAPS) e sistema de pouso automático (autoland).
As avaliações compararam seu desempenho com um turboélice de alta performance. Em 2018, o Vision Jet foi agraciado com o Troféu Collier por ser a "maior conquista em aeronáutica ou astronáutica na América" no ano de 2018, sendo o primeiro jato monomotor civil a ser certificado.

## Desenvolvimento

### Nome
De 2006 a 2008, o design foi desenvolvido sob o nome de projeto "The Jet". A Cirrus anunciou o nome de marketing de "Vision SJ50" em 9 de julho de 2008. Em março de 2009, a aeronave foi renomeada como "Vision SF50" e foi oficialmente certificada como "Model SF50" em 28 de outubro de 2016. Desde a sua introdução no mercado em 2016, é comumente chamado de "Vision Jet".

### Produção
O primeiro cliente recebeu o Vision SF50 em 19 de dezembro de 2016. A  cerimônia de entrega ao cliente foi realizada no novo centro de acabamento de US$ 16 milhões e 6.500 m² em Duluth, onde a Cirrus emprega mais de 750 pessoas.
Em abril de 2017, a Cirrus planejava entregar entre 25 a 50 aeronaves naquele ano e entre 75 a 125 em 2018. Como 15% de seus pedidos se destinam ao mercado europeu, a Cirrus recebeu a certificação da EASA na EBACE de 2017. Em julho de 2017, sete aeronaves foram entregues e uma por semana estava sendo produzida.
Em 19 de dezembro de 2018, Dale Klapmeier anunciou que deixaria seu cargo de CEO da empresa no primeiro semestre de 2019. Até o final de 2018, 88 aeronaves haviam sido entregues, incluindo 63 naquele ano, enquanto 540 pedidos estavam em atraso. A meta da Cirrus era aumentar a produção para 80 aeronaves em 2019 e 100 em 2020. Em outubro de 2019, o mercado dos EUA representava 85% das entregas, mas é previsto que caia para 75% em 2020, pois o número de entregas internacionais continua a crescer.
A partir de 2020, a Cirrus oferecerá um sistema opcional de pouso de emergência da Garmin, que é iniciado com o pressionar de um botão. Construído na aviônica integrada G3000 para o novo modelo G2, o sistema será o primeiro na aviação geral, juntamente com o Piper M600. A Cirrus chama a tecnologia de "Safe Return". Oferecido por US$ 170.000, como equipamento extra, permite pouso em pistas com mais de 1.779 m, sem a intervenção de um piloto.

## Variantes
- G2 Vision Jet

Em 8 de janeiro de 2019, a versão G2 foi anunciada, permitindo um teto de 9.400 m (31.000 ft) e melhorando o alcance para mais de 2.200 km (1.200 nmi), ou permitindo mais 68 kg (150 lb) de carga útil (com alcance de 1.500 km (800 nmi)). É equipado com autothrottle, painel de instrumentos atualizado e atualizações para a cabine da aeronave. Sua velocidade de cruzeiro subiu de 563 para 576 km/h (304 para 311 kn) e seu preço base aumentou para US$ 2,38 milhões, chegando a US$ 2,75 milhões com opcionais.
A produção da segunda geração iniciou com a construção da aeronave nº 94. Pressurização da cabine aumentou de 6.4 para 7.1 psi (0.44 para 0.49 bar) e melhor isolamento acústico diminuiu o ruído na cabine em 3 dB.
- G2+

Em 20 de julho de 2021, a Cirrus anunciou a variante G2+ do Vision Jet, com um aumento de 20% na performance de decolagem e Gogo Inflight WiFi. O modelo conta com maior carga paga e alcance levemente maior. Em 2023, seu preço equipado é de US$ 3.25 milhões.
Todos os modelos G2+ e os últimos G2 são equipados com sistema de pouso automático de emergência Cirrus Safe Return, produzido pela Garmin.

## Especificações (G2 Vision Jet)
Dados de: Cirrus 

### Características Gerais
- Tripulantes: Um
- Passageiros: Seis
- Comprimento: 9.42 m (30 ft 11 in);
- Envergadura: 11.8 m (38 ft 9 in);
- Altura: 3.32 m (10 ft 11 in);
- Peso Vazio: 1,610 kg (3,550 lb);
- Peso Carregado: 2,722 kg (6,000 lb);
- Motor: 1x turbofan Williams FJ33-5A, com 1,846 lbf (8.21 kN) de empuxo;

### Performance
- Velocidade Máxima: 576 km/h (358 mph, 311 kn) em cruzeiro máximo;
- Velocidade de Cruzeiro: 565 km/h (351 mph, 305 kn);
- Velocidade de Estol: 124 km/h (77 mph, 67 kn);
- Alcance: 1,100 km (690 mi, 600 nmi) com 544 kg (1.200 lb) de carga paga em cruzeiro máximo;
- Teto de Serviço: 9,400 m (31,000 ft);

### Aviônica
- Display de Voo: Cirrus Perspective Touch+ (baseado no Garmin G3000)

## Ver Também
Aeronaves com funções, configurações, características ou eras comparáveis:
- Flaris LAR01
- Diamond D-Jet

## Ligações Externas
- «Sítio oficial»
- Niles, Russ (27 de outubro de 2005). «Cirrus Talks Jets...». Avweb
- Niles, Russ (5 de outubro de 2006). «Cirrus Taking Jet Orders». Avweb
- Troutvetter, Chad (19 de outubro de 2006). «More On "the jet" From Cirrus Design». Avweb
- «Cirrus Private Release». aero-news. 12 de abril de 2007
- «Cirrus Jet Information». Star Tribune. 28 de junho de 2007. Cópia arquivada em 1 de julho de 2007
- «Cirrus Unveils Seven-Place Personal Jet». AVweb. 28 de junho de 2007
- «Cirrus Jet Could fly in two Years». AIN online. 30 de julho de 2007
- «"Full Speed Ahead" for Revolutionary Vision SF50 Jet Program» (Nota de imprensa). Cirrus Aircraft. 18 de abril de 2012. Cópia arquivada em 1 de dezembro de 2014
- «Gallery of SF50 parts in factory». Flying. 3 de março de 2015
- «Video of factory tour». AVweb. 22 de abril de 2015
- Matt Thurber (28 de novembro de 2017). «Pilot Report: Cirrus Vision Jet». AIN